# آندریا کاسارینی
آندریا کاسارینی (انگلیسی: Andrea Casarini؛ زادهٔ ۳۰ مهٔ ۱۹۹۴) بازیکن فوتبال اهل ایتالیا است.
از باشگاه‌هایی که در آن بازی کرده‌است می‌توان به باشگاه فوتبال نووارا و باشگاه فوتبال پارما اشاره کرد.